# Denkmalgeschützte Objekte im Košický kraj
Im Košický  kraj bestehen 1974 denkmalgeschützte Objekte. Die unten angeführte Liste führt zu den Listen der Bezirke und gibt die Anzahl der Objekte an.

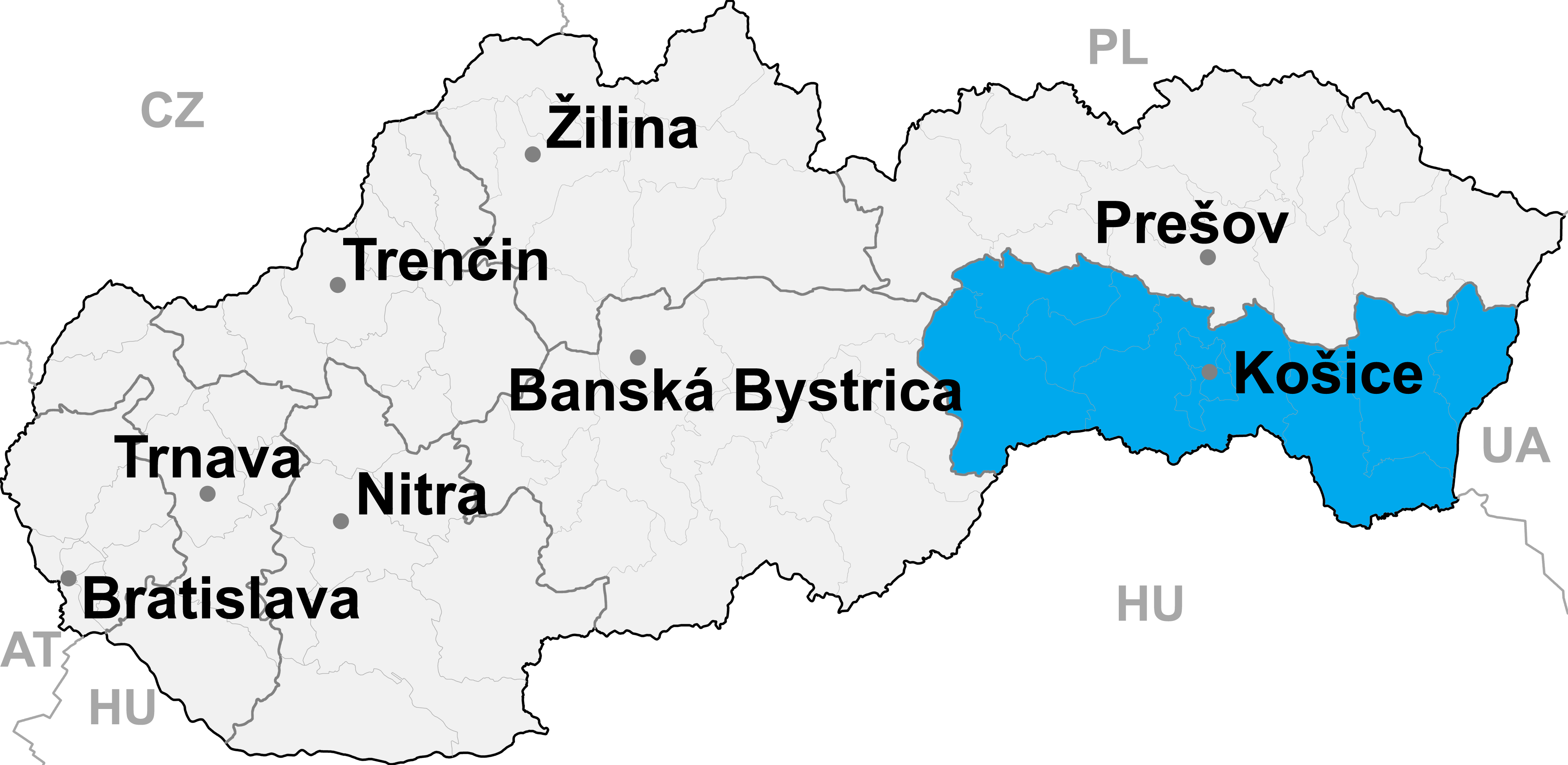

| Liste der Okresy | Objektanzahl |
| ---------------- | ------------ |
| Gelnica          | 80           |
| Košice I         | 704          |
| Košice II        | 8            |
| Košice III       | 1            |
| Košice IV        | 67           |
| Košice - okolie  | 201          |
| Michalovce       | 111          |
| Rožňava          | 295          |
| Sobrance         | 36           |
| Spišská Nová Ves | 336          |
| Trebišov         | 135          |